# Édouard Soldani
Pour les articles homonymes, voir Soldani.
Édouard Soldani, né le 19 septembre 1911 et mort le 18 avril 1996, est un résistant, homme politique français, membre de la SFIO puis du Parti socialiste, sénateur du Var.

## Biographie

### Jeunesse et entrée dans la Résistance
Fils d'ouvriers agricoles, Édouard Soldani naît en 1911 dans la commune varoise des Arcs. Après des études secondaires au collège Ferrié de Draguignan puis au lycée Cézanne d'Aix-en-Provence, il obtint un baccalauréat de philosophie. Il entame alors une carrière d'adjoint d'enseignement en 1934, avant d'être maître d'internat en 1937 (agent municipal chargé de vérifier que les adolescents regagnent leurs chambres après les cours). Parallèlement, il milite activement dans les rangs du parti socialiste (Section française de l'Internationale ouvrière) durant l'entre-deux-guerres.
Entré dans la Résistance, sous le pseudonyme de « Valmy », comme chef-adjoint de l'action politique du mouvement Combat pour le Var puis des MUR (Mouvements Unis de la Résistance), il est par la suite inspecteur des maquis et agent de liaison du colonel Fourrier, alors chef régional de l'Armée Secrète. Pendant l'Occupation, il occupe également les fonctions de rédacteur en chef du journal clandestin Résistant du Var et de secrétaire-adjoint de la fédération socialiste clandestine.

### Carrière politique
Au regard de son activité de résistant durant la Seconde Guerre mondiale, de son engagement socialiste et de parrainage maçonnique, il est élu sénateur du Var dès 1946, à l'âge de 35 ans.
Succédant à Charles Sandro et Jean Charlot, il devient secrétaire fédéral du parti pour le Var en 1956 (section des Arcs-sur-Argens).
Édouard Soldani sera alors « l'homme fort » (ses détracteurs diront « le Parrain ») de la Gauche française dans le département pendant une trentaine d'années, de 1956 à 1985.
Âgé de 48 ans, il remporte les élections municipales de Draguignan en 1959, à la tête d'une liste d'union municipale de Gauche.
Il gagne les élections municipales de 1965 face à la liste gaulliste menée par le Dr Angelin German.
Il est élu maire de Draguignan pour la troisième fois en 1971. Édouard Soldani, à la tête d'une liste PS, bat la liste concurrente du parti communiste dès le premier tour, la droite n'ayant pas présenté de liste. Un de ses colistiers à être élu sur sa liste est Max Piselli, qui est maire de Draguignan de 1986 à 1995 puis de 2001 à 2014.
En 1977, il est de nouveau réélu maire, face à une liste de droite menée par Joseph Arnéodo et une liste PCF menée par Élie Lacapère. Max Piselli devient alors son adjoint chargé du commerce, de l'artisanat et du tourisme.
Il est élu conseiller général le 18 mars 1979 dans le canton de Lorgues, où il obtient 2 628 voix sur 4 767 suffrages exprimés.
Élu pour la cinquième fois en 1983 à la mairie de Draguignan face à son rival RPR-UDF Jean-Paul Claustres dans des circonstances douteuses (fraude électorale), l'élection est invalidée par le Conseil d'État en janvier 1984 et de nouvelles élections sont organisées.

### Fin de vie politique
Édouard Soldani est alors victime d'un attentat entre les deux tours de l'élection municipale partielle. Cette affaire a un gros retentissement car les médias nationaux s'étaient focalisés sur cette élection et sur celle de La Seyne qui se déroulaient dans un contexte particulièrement tendu, avec un reflux électoral du parti socialiste, trois ans à peine après l'élection de François Mitterrand à la présidence de la République.
Le 22 février 1984, alors qu'il circule dans sa voiture de fonction, Édouard Soldani reçoit une décharge de fusil de chasse dans l'épaule, tirée par un inconnu posté au bord de la route sous le pont d'Aups. Hospitalisé à Marseille, grièvement blessé, il apprend sa défaite aux élections face à la liste Claustres. Cette affaire n'a jamais été élucidée. A-t-il vraiment été agressé ? A-t-il été victime d'un dérapage ? D'une mise en scène qui aurait mal tourné[réf. nécessaire] ? Quoi qu'il en soit, Édouard Soldani est battu à l'élection municipale.
Le 17 mars 1985, il se présente aux élections cantonales dans le canton de Lorgues (le canton de Draguignan n'étant pas renouvelable cette année-là). Il obtient, sur 6 590 suffrages exprimés (sur 8 184 inscrits), 3 781 voix (57,3 % des voix) tandis que son adversaire Jean-Paul Claustres obtient 2809 voix (soit 42,6 % des suffrages). Il continue donc à siéger au Conseil général du Var, même si ce dernier bascule à droite, ce qui est une révolution pour ce département considéré comme « rouge » depuis 1848.
Ses proches se déchirent à l'occasion de l'élection municipale partielle de 1986, à la suite de la démission de la majorité des membres de l'équipe de M. Claustres. Max Piselli, notable local et personnalité de centre-droit, proche des commerçants et n'étant pas défavorablement connu, soutenu par François Léotard alors maire de Fréjus, est alors élu maire, battant au premier tour la liste divers droite menée par Angelin German.

## Anecdotes
Il était surnommé « le vieux lion ».
Il signait toujours en vert, qui était sa couleur fétiche depuis son entrée en Résistance.
À la Libération, il fut nommé chevalier de la Légion d'honneur, et décoré de la Croix de guerre 1939-1945 ainsi que de la Médaille de la Résistance.
Une salle du Conseil général du Var porte le nom d'Édouard Soldani.
Il a été accusé par ses adversaires politiques de pratiquer un « clientélisme » spectaculaire. Ainsi, de 1959 à 1975, toutes les personnes postulant à un emploi d'agent municipal devaient, avant d'être embauchées, en un « pack global », signer l'acte d'adhésion à la SFIO puis au PS, faire partie de la mutuelle des agents municipaux dépendant de ce parti et adhérer au comité de soutien E. Soldani. Ces pratiques ont cessé lorsqu'en décembre 1974 la commune de Draguignan a perdu la préfecture au profit de Toulon et est devenue simple chef-lieu d'arrondissement, le ministre de l'intérieur Michel Poniatowski s'étant publiquement ému de ce qu'il nommait des « dérives indignes ».
Les sympathisants de Gauche ont regretté qu'Édouard Soldani n'ait jamais préparé sa succession politique. Beaucoup pensaient voir en M. Alain Hautecœur, avocat brillant, élu député en 1978, son successeur aux élections municipales de 1983. En fait, Alain Hautecoeur qui avait épousé la fille d'Édouard Soldani fut rejeté par ce dernier quand il divorça. Sa cinquième élection dans des conditions douteuses, l'invalidation de l'élection et sa défaite en 1984 auraient dû le conduire à désigner et à présenter aux dracénois son « dauphin », ce qu'il n'a pas fait, entraînant ses amis politiques dans une lutte fratricide et stérile.

## Décorations
- Officier de la Légion d'honneur le 3 juillet 1990.
- Croix de guerre 1939-1945
- Médaille de la Résistance française (23 octobre 1945)[6]
- Croix du combattant

## Synthèse des fonctions et mandats
- Sénateur du Var (1946-1958 et 1959-1986).
- Maire de Draguignan (1959-1984).
- Vice-président (1945-1956) puis président du conseil général du Var (1956-1985).
- Conseiller général du Var dans le canton de Lorgues (1945-1992).